# Gara Drobeta-Turnu Severin Marfă
Gara Drobeta Turnu Severin Marfă este o stație de cale ferată care deservește municipiul Drobeta Turnu Severin, România.